# Le cronache di Narnia - Il principe Caspian
Le cronache di Narnia - Il principe Caspian (The Chronicles of Narnia: Prince Caspian) è un film del 2008 diretto da Andrew Adamson e prodotto da Walt Disney Pictures e da Walden Media. La pellicola è basata sul romanzo Il principe Caspian, secondo libro del ciclo Le cronache di Narnia, scritto da C. S. Lewis.

## Trama
Nel mondo di Narnia sono passati circa 1300 anni dall'età d'oro dei fratelli Pevensie, terminata improvvisamente con la loro scomparsa (in realtà tornati sulla Terra), e anche l'immortale divinità leone Aslan sembra aver abbandonato quelle terre. Abbandonata a se stessa, nel corso di questi 1300 anni Narnia è stata invasa da Telmar, una nazione composta da soli esseri umani che hanno schiacciato e sterminato le creature che abitavano quei luoghi. Gli abitanti di Narnia, definiti da Telmar ormai estinti, sono costretti a vivere clandestinamente nelle foreste perdendo molto spesso la civiltà e tornando ad uno stato selvaggio. 

Il giovane Caspian, principe ed erede al trono di Telmar, è nipote di Miraz, il Lord Protettore di Telmar, che dalla morte del fratello Caspian IX (padre di Caspian) si comporta come se fosse il vero re sottomettendo tutti gli altri nobili. La notte in cui la moglie di Miraz, Lady Prunaprismia, partorisce un figlio maschio, assicurando così al marito un erede, Miraz ordina di nascosto al suo fidato generale Glozelle di uccidere Caspian. Quest'ultimo viene però messo in salvo dal suo precettore, il dottor Cornelius, che incita il giovane principe a fuggire nella foresta. Cornelius consegna a Caspian il corno della regina Susan, dicendogli di usarlo solo in caso di estremo pericolo. Caspian fugge nella foresta inseguito dai soldati di Miraz e dopo essere caduto da cavallo incontra tre abitanti di Narnia: i due nani Trumpkin e Nikabrik e il tasso parlante Trufflehunter. I tre narniani, dopo aver visto che Caspian ha il leggendario corno della regina Susan, decidono di salvarlo dai soldati di Telmar. Caspian viene ospitato da Nikabrik e Trufflehunter nel loro rifugio mentre Trumpkin viene catturato dai telmarini. Non conoscendo le intenzioni delle tre creature, Caspian, spaventato, suona il corno della regina Susan.
Intanto nel nostro mondo, in Inghilterra, è passato solo un anno dalla precedente avventura a Narnia, e i fratelli Lucy, Susan, Peter ed Edmund Pevensie aspettano il treno nella metropolitana di Londra per andare a scuola. Improvvisamente, però, la stazione della metropolitana sparisce magicamente e i quattro ragazzi, richiamati dal corno di Susan, si trovano di nuovo a Narnia su una spiaggia.
Esplorando il luogo i ragazzi giungono ad antiche rovine e capiscono che sono quelle di Cair Paravel, il castello dove 1300 anni prima avevano regnato. Qui recuperano i doni regalati loro da Babbo Natale nella precedente avventura: la spada di Peter, la pozione curatrice e il pugnale di Lucy, l'arco e le frecce di Susan. Inoltre liberano da due soldati telmarini il nano Trumpkin, che stava per essere affogato nel fiume. Trumpkin accetta di condurre i quattro fratelli dagli abitanti di Narnia. Nel frattempo Nikabrik e Trufflehunter conducono Caspian nel luogo dove si sono radunati gli abitanti di Narnia richiamati dal corno di Susan. Qui Caspian riesce a convincere i narniani ad appoggiare la sua causa per contrastare l'usurpatore zio Miraz e reclamare il trono di Telmar in modo tale che, una volta divenuto re, possa restituire agli abitanti di Narnia la legittimità sulla loro patria così che non debbano più vivere clandestinamente. 
I fratelli Pevensie e Trumpkin incontrano Caspian e le truppe di Narnia al suo comando, e insieme si recano nel quartier generale dell'esercito di Narnia, ovvero un santuario sotterraneo dove un tempo sorgeva la Tavola di Pietra. Peter decide di aiutare Caspian a combattere contro Miraz e insieme pianificano un attacco al castello di Telmar in modo da poter eliminare Miraz.
Durante la battaglia, Caspian libera Cornelius e si reca nella stanza di Miraz per ucciderlo, ma viene circondato dalle guardie e salvato da Susan e Peter. Prima di fuggire, Miraz rivela a Caspian che suo padre non è morto di morte naturale, bensì è stato lui ad ucciderlo con un complotto insieme a Lord Sopespian, il suo consigliere. Tornati alla Tavola di Pietra, il nano Nikabrik offre a Caspian un'alternativa per avere la morte di Miraz e riconquistare così il suo trono. Caspian accetta e ha così inizio un rituale per evocare Jadis, la defunta Strega Bianca. Caspian, non conoscendo la natura crudele della strega, è tentato di donare una goccia del suo sangue per poterla resuscitare, ma viene fermato dall'arrivo dei fratelli Pevensie, che sabotano il rituale evitando così il ritorno della malvagia strega. Durante lo scontro Nikabrik viene ucciso da Trumpkin. 
Intanto a Telmar Miraz viene incoronato re e inizia a muovere le sue truppe per schiacciare la resistenza degli abitanti di Narnia una volta per tutte. L'armata di Telmar arriva numerosa alla Tavola di Pietra e si prepara a sferrare un attacco decisivo. I fratelli Pevensie capiscono che l'unico modo per sconfiggere i telmarini è ricorrere all'aiuto di Aslan, che ancora non si manifesta. Peter manda Lucy nella foresta a cercare Aslan e per prendere tempo convince Miraz ad affrontarlo in un duello all'ultimo sangue. Il duello dura molto a lungo con Peter e Miraz che se le danno di santa ragione: Miraz è molto forte e più volte sembra avere la meglio quando Peter alla fine rimonta, contrattacca e riesce a ferirlo gravemente vincendo il duello, però si rifiuta di uccidere Miraz, dicendo che dovrebbe essere Caspian a farlo. Caspian, pur essendo tentato di vendicare la morte del padre, decide di risparmiare la vita dello zio ma decreta la liberazione degli abitanti di Narnia. 
Miraz ferito, sta per lasciare il campo di battaglia ma viene ucciso a tradimento da Lord Sopespian con una freccia, il quale accusa falsamente i Narniani di aver violato i patti  e per tanto si pone a capo dell'esercito numerosissimo dei telmarini e ordina un massiccio attacco contro la Tavola di Pietra. Ha inizio così la feroce battaglia tra gli abitanti di Narnia e le armate di Telmar. Nonostante i primi attacchi efficaci dei narniani, i telmarini però recuperano perché sono troppi, distruggono la Tavola di pietra e stanno per vincere. Nel frattempo però  Lucy riesce a trovare Aslan nella foresta e il leone risveglia con il suo ruggito gli alberi danzanti di Narnia. Sopraffatti dall'esercito di Telmar, i narniani vengono aiutati dagli alberi e i telmarini si ritirano verso il fiume. Ad aspettarli li attendono Lucy e Aslan, contro i quali Sopespian si avventa. Ma il fiume, evocato dal leone, si trasforma in un gigante di acqua che travolge l'esercito telmarino facendolo cadere in acqua e poi solleva in alto la mattonella del ponte dove c'è Sopespian e lo divora uccidendolo e decretando la vittoria degli abitanti di Narnia.
Caspian viene incoronato re e, con l'aiuto di Aslan, riporta la pace tra gli abitanti di Narnia e Telmar. Finiti i festeggiamenti Aslan crea un varco magico per consentire a tutti i telmarini che lo desiderino di lasciare Narnia per tornare sulla Terra, lo stesso mondo dei fratelli Pevensie, da cui i loro antenati erano arrivati secoli prima. Glozelle, essendo tra i pochissimi telmarini sopravvissuti e pentitosi delle sue azioni contro il giovane Caspian, decide di accettare l'offerta e lascia Narnia assieme a Prunaprismia e suo figlio e un altro lord. I Pevensie salutano i loro amici e Susan e Caspian si dicono addio con un bacio. Peter e Susan inoltre rivelano che Aslan ha detto loro che, essendo cresciuti, questa sarà la loro ultima volta a Narnia mentre Edmund e Lucy potrebbero di nuovo tornare. I quattro ragazzi oltrepassano la porta e si ritrovano nella metropolitana di Londra nello stesso momento in cui erano partiti.

## Produzione

### Pre-produzione
La sceneggiatura di Le cronache di Narnia - Il principe Caspian era già pronta ancor prima dell'uscita di Le cronache di Narnia - Il leone, la strega e l'armadio. Era infatti intenzione dei produttori realizzare i due film a breve distanza per evitare che i quattro giovani attori protagonisti diventassero troppo adulti. 

### Riprese
Le riprese del film sono iniziate il 12 febbraio 2007 in Nuova Zelanda, mentre nel giugno 2007 alcuni set sono stati allestiti a Praga, a Londra. Le sequenze ambientate al fiume sono state girate a Plezzo (Bovec), nell'alta valle dell'Isonzo, in Slovenia. Per la scena del ponte è stato appositamente costruito sull'Isonzo un ponte di legno modellato sul ponte costruito da Giulio Cesare sul Reno. Mentre secondo le fonti Cesare impiegò dieci giorni a costruire il ponte, la troupe del film ce ne impiegarono circa quaranta. Una volta terminate le riprese, il ponte fu mantenuto per due mesi prima di essere smantellato. 
Le riprese del film sono terminate il 7 agosto.
Il budget per la realizzazione del film è stato di circa 225000000 $.
Il 18 settembre 2007 è stata pubblicata in rete la prima locandina ufficiale del film.

## Promozione
Slogan promozionali
(Slogan promozionale del film)

## Distribuzione
Nelle sale statunitensi il film è uscito il 16 maggio 2008; in quelle italiane, inizialmente, la data prevista per l'uscita era il 22 agosto 2008, poi anticipata al 14 agosto.

## Accoglienza e critica
Il film non è stato particolarmente apprezzato dalla critica e dal pubblico. Con un voto di 5,9/10 (inferiore a quello del film precedente) su Rotten Tomatoes, il film è stato apprezzato per gli effetti speciali e per il personaggio protagonista (il principe Caspian X del titolo), ma è stato fortemente criticato per la trama, considerata troppo simile a quella del precedente film della saga, e per lo sviluppo dei personaggi che, secondo la critica, sono cambiati troppo. In particolare Peter Pevensie che, da timido e insicuro, è diventato arrogante e autoritario. Il film ha incassato 419.665.568 di dollari.

## Sequel
Le cronache di Narnia - Il viaggio del veliero è il seguito di questo film ed è uscito nel 2010.

## Colonna sonora
La colonna sonora contiene il brano di Regina Spektor The Call (durante il bacio tra Susan e Caspian)

## Opere derivate
Il 1º agosto 2008 è stato distribuito il videogioco tratto dal film, Le cronache di Narnia - Il principe Caspian.

## Premi e riconoscimenti
- 2009 - Saturn Award
  - Candidatura Miglior film fantasy
  - Candidatura Migliori costumi a Isis Mussenden
  - Candidatura Miglior trucco a Greg Nicotero e Paul Engelen
  - Candidatura Migliori effetti speciali a Dean Wright e Wendy Rogers
- 2009 - MTV Movie Awards
  - Candidatura Migliore performance rivelazione maschile a Ben Barnes
- 2008 - MTV Movie Awards
  - Candidatura Miglior blockbuster estivo non ancora uscito
- 2009 - Nickelodeon Kids' Choice Awards
  - Miglior attore a William Moseley
  - Miglior attrice a Georgie Henley
- 2008 - Teen Choice Awards
  - Miglior film d'azione/di avventura
  - Candidatura Miglior attore rivelazione a Ben Barnes
- 2009 - Golden Reel Award
  - Candidatura miglior montaggio sonoro (Effetti sonori)
- 2013 - Golden Reel Award
  - Candidatura Miglior montaggio sonoro in un film straniero a Glen Gathard
- 2009 - People's Choice Awards
  - Candidatura Miglior film per la famiglia
- 2008 - Scream Award
  - Nomination Miglior sequel
- 2008 - Visual Effects Society
  - Candidatura Migliori effetti speciali a Dean Wright, Wendy Rogers, Andrew Fowler e Greg Butler
  - Candidatura Miglior composizione a Stuart Lashley, Asregadoo Arundi, Mark Curtis e Richard Baker
- 2009 - Young Artist Award
  - Candidatura Miglior attore giovane a Skandar Keynes
  - Candidatura Miglior attrice giovane a Georgie Henley
  - Candidatura Miglior cast giovane a Georgie Henley, Skandar Keynes, William Moseley e Anna Popplewell
- 2008 - BMI Film & TV Award
  - Miglior colonna sonora a Harry Gregson-Williams
- 2009 - National Movie Awards
  - Candidatura Miglior film per la famiglia
  - Candidatura Miglior performance maschile a Ben Barnes
- 2009 - Taurus World Stunt Awards
  - Candidatura Miglior combattimento a Sean Button e Allan Poppleton
- 2009 - Costume Designers Guild Awards
  - Candidatura Migliori costumi in un film fantasy a Isis Mussenden
- 2008 - International Film Music Critics Award
  - Nomination Miglior colonna sonora per un film fantasy/fantascientifico a Harry Gregson-Williams